# Franco Balan
Franco Balan (né à Aoste le 30 octobre 1934 et décédé dans la même ville le  14 avril 2013) est un affichiste, graphiste et illustrateur valdôtain.

## Biographie
La production de Franco Balan se concentre surtout sur des affiches, dont le nombre s'élève à plus de 3 000.
Il est membre de l'AIAP (Association Italienne des Projets et de la Communication), de l'Alliance graphique internationale, de l'Association pour le dessin industriel et de l'Académie Saint-Anselme. Il a réalisé la plupart de ses affiches pour le gouvernement de la région Vallée d'Aoste.
Il a organisé sur base régulière des expositions à La Salle.
Son fils Joël se consacre à la même typologie d'art, dans l'atelier rue Xavier de Maistre à Aoste.

## Œuvres remarquables
- prix Onu pour la graphique 1978
- création des logos et des panneaux du Parc national du Grand-Paradis
- création du logo de l'Espace Mont-Blanc
- création d'affiches pour les Jeux olympiques d'hiver de 2006

## Expositions
- Palais de Wilanów
- Tokio
- musée Lahti, en Finlande
- Génération XX, pour l'Alliance française[1]